# Дериглазова, Инна Васильевна
И́нна Васи́льевна Деригла́зова (род. 10 марта 1990, Курчатов, Курская область) — российская фехтовальщица на рапирах. Двукратная олимпийская чемпионка, шестикратная чемпионка мира (трижды в личном (2015, 2017, 2019) и командном первенствах (2011, 2016, 2019)), четырёхкратная чемпионка Европы. 
Заслуженный мастер спорта России. Капитан Вооружённых Сил Российской Федерации. Олимпийское золото Дериглазовой в Рио-де-Жанейро стало первым для российских/советских фехтовальщиц в этой дисциплине с 1968 года, когда на Играх в Мехико победила Елена Белова.

## Биография
Окончила ЮЗГУ по специальности юриспруденция. Проживает в Курчатове. Занимается фехтованием с 1998 года, первый тренер — Л. О. Саффиулина. Выступает за ЦСКА, тренер И. М. Мавлютов. Есть дочь Диана 2009 года рождения.

## Карьера
С 2010 года выступает за сборную команду России. На своём первом чемпионате Европы в Лейпциге в 2010 году завоевала бронзу, уступив в полуфинале Валентине Веццали.
Впервые на этапах Кубка мира попала на пьедестал в личном первенстве на этапе в Таубербишофсхайме в 2011 году, уступив в финале Элизе Ди Франчиске.
На Чемпионате Европы 2012 года выиграла свой первый титул, победив в финале Камиллу Гафурзянову. На Олимпийских играх в Лондоне уступила француженке Ясаоре Тибу во втором раунде.

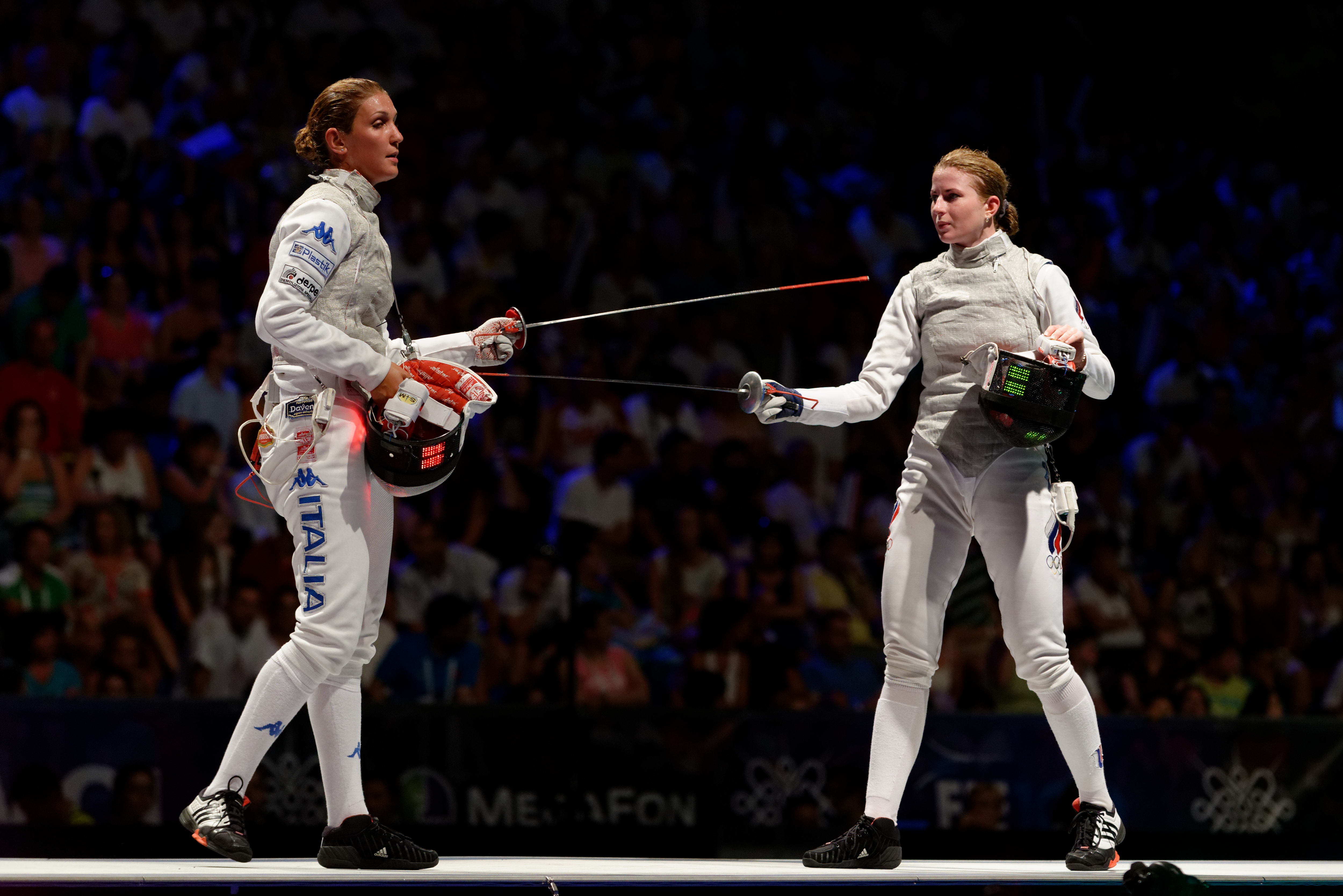
Инна Дериглазова (справа) и Арианна Эрриго на чемпионате мира 2013 года

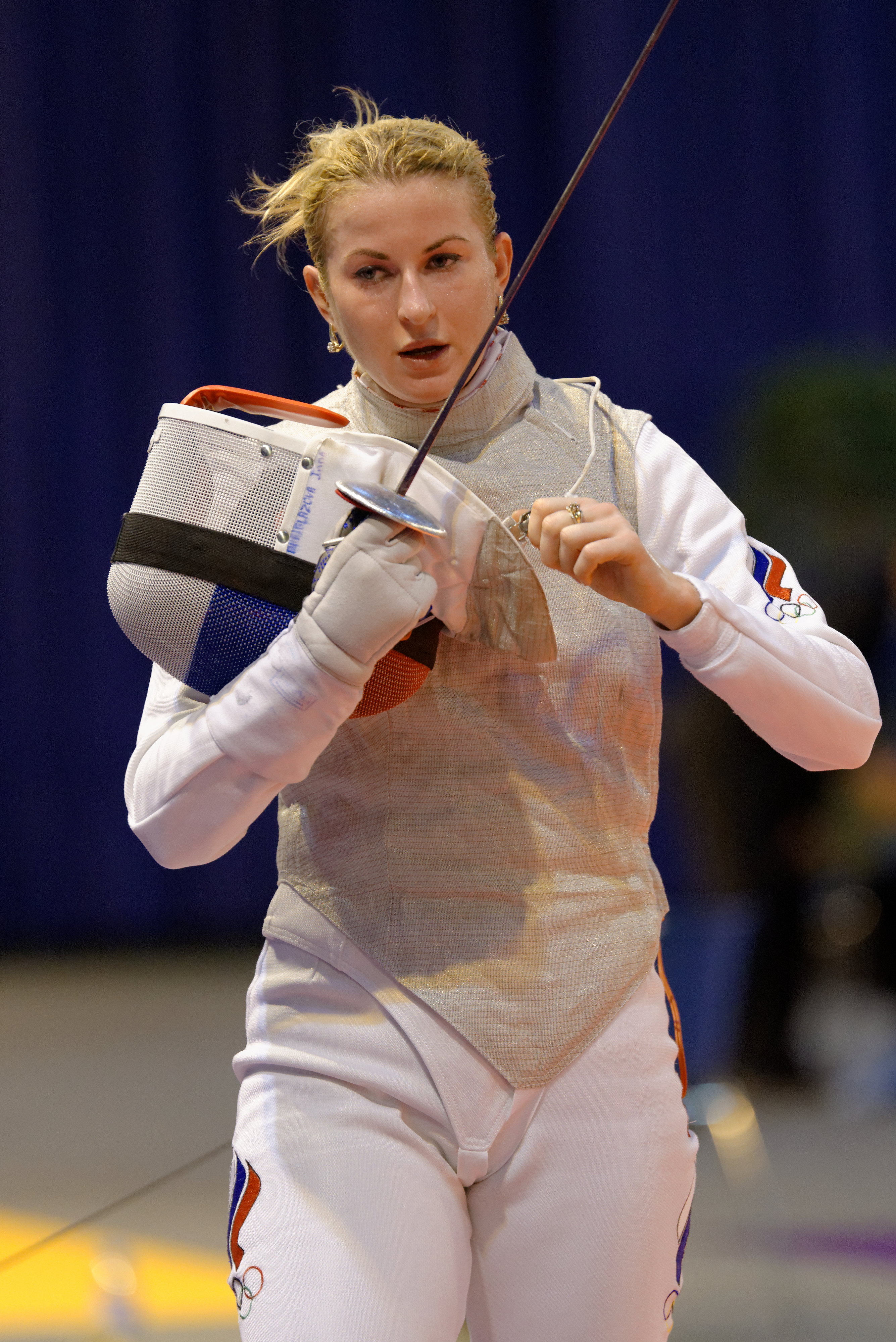
2014 год

В следующем сезоне были выиграны три этапа Кубка мира подряд в Будапеште, Санкт-Петербурге и Таубербишофсхайме и этап Гран-при в Сеуле. На чемпионате мира 2013 года в Будапеште были завоеваны 2 бронзовые награды в личном (поражение в полуфинале от Арианны Эрриго) и командном первенствах. В общем зачёте Кубка мира 2012/13 заняла общее 2 место, набрав на 21 балл меньше Арианны Эрриго.
В сезоне 2014 года был выигран этап Кубка мира в Турине, серебро на этапе в Шанхае (уступила Эрриго) и бронза в Санкт-Петербурге. Также было завоевано серебро на этапе Гран-при в Марселе (уступила Эрриго). На чемпионате мира в Казани в личном первенстве уступила в 1/16 украинке Ольге Лелейко 9:15. В командном первенстве сборная России в финале уступила итальянкам 39:45. В общем зачёте заняла 6 место.
В предолимпийский сезон 2015 года на этапах Кубкам мира трижды поднималась на пьедестал, завоевав бронзовые награды в Сент-Море, Алжире и Таубербишофсхайме (поражения от Ли Кифер и дважды от Эрриго в полуфиналах). Также дважды уступила в финалах этапов Гран-при в Гаване и Шанхае Ди Франчиски. Но на чемпионате мира в Москве прервала череду неудач, победив в 1/4 Кифер, в полуфинале Эрриго и в финале соотечественницу Аиду Шанаеву, и завоевала первую индивидуальную золотую медаль. Сезон закончила на общем 3 месте после Ди Франчиски и Эрриго.
В олимпийский сезон завоевала серебро в Турине (уступила Вольпи), бронзу в Гданьске (уступила Эрриго) и Алжире (уступила Батини) и золото на последнем этапе в Таубербишофсхайме, победив в финале Эрриго. На играх в Рио Дериглазова стала олимпийской чемпионкой, победив в финале Ди Франчиску 12:11. При этом до финального поединка Инна не позволила соперницам нанести более 6 уколов. В общем зачёте с 233 баллами заняла 2 место. Первое с 262 заняла Эрриго.
Следующий сезон стал победным для Дериглазовой в общем зачёте. Инна выиграла этапы в Сент-Море, стала второй в Шанхае (уступила Батини 14:15) и третьей в Лонг-биче и Таубербишофсхайме (поражения от Кифер в полуфиналах). На чемпионате Европы в Тбилиси дошла до финала, но пропустила решающий укол от Эрриго и уступила 14:15, завоевав серебро. Но на чемпионате мира в Лейпциге, победив поочередно трёх итальянок Манчини, Эрриго и Вольпи, Дериглазова защитила чемпионское звание. В финальном поединке российская спортсменка уверенно вела 11:3 за 1:35 до конца и 13:8 за 30 секунд, но позволила итальянке сравнять счёт за несколько секунд до окончания поединка. Несмотря на это на приоритете Дериглазова нанесла решающий укол и повторила рекорд Валентины Веццали, выиграв 3 крупнейших турнира подряд.
В командных турнирах становилась дважды чемпионкой мира и серебряным призёром Олимпиады в Лондоне. При этом с 2011 по 2017 год, кроме чемпионата мира 2013, на котором команда Россия уступила в полуфинале Франции 42:45, в финалах крупнейших турниров встречаются команды России и Италии.
На чемпионате Европы 2019 года, который проходил в Германии, уступила в финале итальянке Элизе Ди Франчиске и завоевала серебряную медаль турнира, а через три дня помогла сборной России выиграть командное первенство. Однако в полуфинале чемпионата мира россиянка взяла реванш у титулованной итальянской рапиристки, а затем выиграла свой третий титул в личных соревнованиях на чемпионатах мира, победив в финальном поединке француженку Полин Ранвье. В командном первенстве Инна также стала чемпионкой мира, нанеся решающий, 43-й, укол в заключительном поединке против Ди Франчиске.
На Олимпийских играх в Токио в июле 2021 года Дериглазова была основным фаворитом в личном первенстве, но завоевала только серебро, уступив в финале американке Ли Кифер. Однако через несколько дней выиграла олимпийское золото в командном турнире.

### Чемпионат России
- Золото — чемпионат России 2012, 2014, 2017, 2019, 2021

## Награды
- Медаль ордена «За заслуги перед Отечеством» I степени (13 августа 2012) — за большой вклад в развитие физической культуры и спорта, высокие спортивные достижения на Играх XXX Олимпиады 2012 года в городе Лондоне (Великобритания)[6].
- Почётная грамота Президента Российской Федерации (19 июля 2013) — за высокие спортивные достижения на XXVII Всемирной летней универсиаде 2013 года в городе Казани[7].
- Орден Дружбы (25 августа 2016) — за высокие спортивные достижения на Играх XXXI Олимпиады 2016 года в городе Рио-де-Жанейро (Бразилия), проявленные волю к победе и целеустремленность[8].
- Медаль «За воинскую доблесть» I степени (2016)[9].
- Лауреат Национальной спортивной премии в номинации «Спортсменка года» (2019)[10].
- Орден Почёта (11 августа 2021 года) — за большой вклад в развитие отечественного спорта, высокие спортивные достижения, волю к победе, стойкость и целеустремлённость, проявленные на Играх XXXII Олимпиады 2020 года в городе Токио (Япония)[11].
- Медаль «За вклад в развитие международного военного сотрудничества» (Минобороны России) (2021)[12]